# Teologia fundamentalna
Teologia fundamentalna — dział teologii chrześcijańskiej szukającej argumentów za zasadnością wiary chrześcijańskiej (por. 1 List Piotra 3,15). Jej zadaniem jest ukazać wzajemne dopełnianie się poznania wiary i refleksji filozoficznej, ukazując jak niektóre twierdzenia wiary mogą być odkryte także drogą samodzielnej refleksji rozumowej, np. naturalne poznanie Boga, uwiarygodnienie i odróżnienie Objawienia judeo-chrześcijańskiego od innych zjawisk, możliwość wyrażenia w języku rzeczywistości przekraczającej zwykłe ludzkie doświadczenia. Stanowi ogólne podstawy metodologiczne dla teologii, w przeszłości określana jako: apologetyka, propedeutyka, dogmatyka ogólna, teologia filozoficzna. W zakres teologii fundamentalnej wchodzą traktat o objawieniu, o wierze, chrystologia fundamentalna, eklezjologia. 
Według definicji Jerzego Cudy teologia fundamentalna jest teologiczną nauką zainteresowaną motywami i możliwościami prowadzenia konstruktywnego dialogu z rozumno-wolną aktywnością człowieka. Celem tego dialogu jest wiarygodne ukazanie konieczności uwzględnienia chrześcijańskiego objawienia w poznaniu i realizacji prawdy (tożsamości) ludzkiego życia.

## Aspekty teologii fundamentalnej
Teologia fundamentalna wynika z potrzeby racjonalnego uzasadnienia wiarygodności chrześcijaństwa. Można ją zdefiniować w  aspektach:
- przedmiotu – teologia fundamentalna jest rozumiana jako dyscyplina teologiczna, która w sposób krytyczny i otwarty na najgłębsze doświadczenia swoich czasów zajmuje się sensem i znakami wiarygodności zbawczego Objawienia Boga w Jezusie oraz jego uobecniania w misterium i wspólnocie Kościoła. W tym aspekcie jest podstawowa funkcja, polegająca na refleksji nad istotą chrześcijaństwa, nad Objawieniem, jak pisze Kongregacja do Spraw Wychowania Katolickiego.

- relacji do rozumu – w aspekcie racjonalności teologia fundamentalna jest nauką, nad którą spoczywa zadanie analizy aktu wiary w kontekście wymagań rozumu i relacji zachodzących między wiarą, kulturą oraz wielkimi religiami. Jako dyscyplina teologiczna ma zbierać i przedkładać racje wiary i motywy nadziei chrześcijańskiej, uzasadniać je i bronić. Jak zauważył Jan Paweł II, istnieje droga przygotowująca rozum do wiary, którą możemy dojść do przyjęcia Objawienia, nie uchybiając własnej autonomii. Teologia fundamentalna wytycza drogę poprzez otwarcie się na Ewangelię. Wojtyła wspomina też o kluczowej funkcji teologii fundamentalnej, jaką jest podanie aktów wiary przez badanie na przykład faktyczności wydarzeń związanych z paschą Jezusa lub znaczenia sformułowanego przez Niego przykazania miłości. Fundamentalna pokazuje rozumowi, że musi się oprzeć na wierze, żeby odkryć to, do czego by nigdy o własnych siłach nie doszedł.

- sensu – tożsamość teologii fundamentalnej w obrębie nauk teologicznych nie polega już dzisiaj na samym tylko racjonalnym czy naukowym dowodzeniu prawdy chrześcijańskiej, ale na ukazaniu „trans-empiryczności” doświadczenia ludzkiego w jego wymiarach: etycznym, politycznym i estetycznym, refleksji nad człowiekiem jako istotą zdolną do działania według kryterium dobra i do „współbytowania” z Boskim „Ty”, odkrywaniu transcendentalnej głębi języka ludzkiego, poszukiwaniu relacji orędzia chrześcijańskiego z filozofią, naukami eksperymentalnymi i humanistycznymi.

- adresatów – idąc za Maurice’em Blondelem trzeba podkreślić, że ta dyscyplina teologiczna jest potrzebna wszystkim wierzącym, chrześcijanom, którzy muszą się coraz bardziej nawracać. Bez tej wiedzy przekażemy naszą wiarę tylko zewnętrznie, jak przedmiot. Oczywiście ta nauka jest też nadzieją dla tych wszystkich niewierzących, którzy wykażą dobrą wolę jej poznania i zrozumienia.

- naukowości – istota tej dyscypliny spoczywa na racjonalno-krytycznym ujęciu rzeczywistości konstytuującej egzystencję chrześcijańską po to, aby na polu naukowo uzasadnionej pewności wiedzy krytycznie uzasadnić płynącą z wiary pewność sumienia. (M. Seckler). Teologię fundamentalną odróżnia od filozofii religii i od świeckiej nauki o religii to, że szukając uzasadnienia wiary nie zdaje się ona na sam ludzki rozum. Całą swoją moc czerpie z przekonania, że Bóg przemówił do ludzkości, że Słowo stało się ciałem, a ciało przyjęło Słowo, że Kościół nie jest tylko instytucją, lecz ciałem Słowa. Teologia fundamentalna uzasadnia te hipotezy, wykazuje ich faktyczność, znaczenie i sensowność za pomocą bogatego instrumentu naukowego.

## Teorie krytyczne
W zależności od stosowanych metod badawczych uzyskane teorie teologii fundamentalnej dzielą się na:
- psychologiczno-egzystencjalne: (Pannenberg, Seweryniak) – wychodzi od opisu sytuacji egzystencjalnej człowieka w świecie w jej wielorakich kulturowo-cywilizacyjnych uwarunkowaniach zwracając szczególna uwagę na analizę ontycznych i życiowych zapotrzebowań człowieka. Ukazuje otwartość bytu ludzkiego na rzeczywistość transcendentną.
- transcendentalne: wykazuje sposób przekraczania siebie (człowiek) przez podmiot poznania (Bóg) i jego odnoszenie się do przedmiotu poznawanego.
- personalistyczne: wychodzi od poznania interpersonalnego. W fazie początkowej osoba poznawana ujawnia się w różnego rodzaju znakach i gestach osobie poznającej, która dostrzegając je musi przyjąć pozytywna postawę, czyli po prostu zawierzyć.
- historyczno-syntetyczne: wykazuje na podstawie świadectw, że Chrystus jest twórcą chrześcijaństwa, posiadał transcendentną świadomość swej misji, którą uzasadniał przez słowa, czyny itd.
- eklezjologiczne: (empiryczna, wstępująca) – dąży do wykrycia elementów życia nadprzyrodzonego przez analizę współczesnej rzeczywistości Kościoła (rozszerzanie się, jedność, heroizm wyznawców, świętość)
- historiozbawcze: ujmuje przedmiot w kategoriach historii zbawienia. Metoda ta wykazuje że historia zbawienia nie tylko realizuje się w chrześcijaństwie, ale że go obejmuje oraz inne religie i kultury.